# OGIM Orenbourg
Le HK OGIM Orenbourg - en russe : ХК ОГИМ Оренбург - est un club de hockey sur glace basé à Orenbourg dans l'oblast d'Orenbourg en Russie. OGIM est l'acronyme de Оренбургского Государственного Института Менеджмента.

## Historique
Le club est créé en 2009. Il a évolué dans la Pervaïa Liga une seule année 

## Palmarès
- Aucun titre.